# Голіруд
Голіруд (англ. Holyrood) — містечко в Канаді, у провінції Ньюфаундленд і Лабрадор.

## Населення
За даними перепису 2016 року, містечко нараховувало 2463 особи, показавши зростання на 23,5%, порівняно з 2011-м роком. Середня густина населення становила 19,6 осіб/км².
З офіційних мов обидвома одночасно володіли 55 жителів, тільки англійською — 2 395, а 5 — жодною з них. Усього 15 осіб вважали рідною мовою не одну з офіційних.
Працездатне населення становило 59,4% усього населення, рівень безробіття — 10,5% (14,5% серед чоловіків та 6,7% серед жінок). 91,6% осіб були найманими працівниками, а 7,2% — самозайнятими.
Середній дохід на особу становив $48 889 (медіана $39 744), при цьому для чоловіків — $61 296, а для жінок $36 205 (медіани — $52 659 та $29 728 відповідно).
19,5% мешканців мали закінчену шкільну освіту, не мали закінченої шкільної освіти — 16%, 64,4% мали післяшкільну освіту, з яких 22,2% мали диплом бакалавра, або вищий, 10 осіб мали вчений ступінь.
| Статево-вікова структура населення | Статево-вікова структура населення | Статево-вікова структура населення | Статево-вікова структура населення | Статево-вікова структура населення |
| ---------------------------------- | ---------------------------------- | ---------------------------------- | ---------------------------------- | ---------------------------------- |
|                                    |                                    |                                    |                                    |                                    |
| Всього                             | Всього                             | 50,3%49,7%                         |                                    |                                    |
| 0 — 14 років                       | 0 — 14 років                       |                                    | 16,3%                              | 16,3%                              |
| 15 — 64 років                      | 15 — 64 років                      |                                    | 62,8%                              | 62,8%                              |
| 65 і більше                        | 65 і більше                        |                                    | 20,9%                              | 20,9%                              |
| 85 і більше                        | 85 і більше                        |                                    | 1,4%                               | 1,4%                               |
| Середній вік (років)               | Середній вік (років)               | 43,444,7                           | 44,1                               | 44,1                               |
| Медіана (років)                    | Медіана (років)                    | 46,047,5                           | 46,8                               | 46,8                               |
| — чоловіки — жінки                 |                                    |                                    |                                    |                                    |

| Походження мешканців:     | Походження мешканців:     | Походження мешканців: | Походження мешканців: | Походження мешканців: |
| ------------------------- | ------------------------- | --------------------- | --------------------- | --------------------- |
| Походження                |                           |                       | осіб                  | %                     |
| Корінні американці        | Корінні американці        |                       | 120                   | 5.03%                 |
| Інше північноамериканське | Інше північноамериканське |                       | 1 350                 | 56.6%                 |
| Європейське               | Європейське               |                       | 1 280                 | 53.67%                |
| британське                | британське                |                       | 1 230                 | 51.57%                |
| французьке                | французьке                |                       | 100                   | 4.19%                 |
| українське                | українське                |                       | 15                    | 0.63%                 |
| Карибське                 | Карибське                 |                       | 10                    | 0.42%                 |
| Азійське                  | Азійське                  |                       | 10                    | 0.42%                 |

| Зайнятість населення за галузями (за класифікацією NOC): | Зайнятість населення за галузями (за класифікацією NOC): | Зайнятість населення за галузями (за класифікацією NOC): | Зайнятість населення за галузями (за класифікацією NOC): | Зайнятість населення за галузями (за класифікацією NOC): |
| -------------------------------------------------------- | -------------------------------------------------------- | -------------------------------------------------------- | -------------------------------------------------------- | -------------------------------------------------------- |
|                                                          |                                                          |                                                          |                                                          |                                                          |
| Управління                                               | Управління                                               |                                                          | 11,1%                                                    | 11,1%                                                    |
| Бізнес, фінанси та адміністрування                       | Бізнес, фінанси та адміністрування                       |                                                          | 13,7%                                                    | 13,7%                                                    |
| Природничі та прикладні науки                            | Природничі та прикладні науки                            |                                                          | 8,1%                                                     | 8,1%                                                     |
| Охорона здоров'я                                         | Охорона здоров'я                                         |                                                          | 8,1%                                                     | 8,1%                                                     |
| Освіта, правозахист, муніципальні та урядові служби      | Освіта, правозахист, муніципальні та урядові служби      |                                                          | 11,5%                                                    | 11,5%                                                    |
| Мистецтво, культура, відпочинок та спорт                 | Мистецтво, культура, відпочинок та спорт                 |                                                          | 1,3%                                                     | 1,3%                                                     |
| Роздрібна торгівля та послуги                            | Роздрібна торгівля та послуги                            |                                                          | 15%                                                      | 15%                                                      |
| Гуртова торгівля, транспорт та обладнання                | Гуртова торгівля, транспорт та обладнання                |                                                          | 24,4%                                                    | 24,4%                                                    |
| Природні ресурси, сільське господарство                  | Природні ресурси, сільське господарство                  |                                                          | 3,8%                                                     | 3,8%                                                     |
| Виробництво                                              | Виробництво                                              |                                                          | 2,6%                                                     | 2,6%                                                     |

## Клімат
Середня річна температура становить 5,4°C, середня максимальна – 19,4°C, а середня мінімальна – -9°C. Середня річна кількість опадів – 1 351 мм.
| Клімат поселення                              | Клімат поселення | Клімат поселення | Клімат поселення | Клімат поселення | Клімат поселення | Клімат поселення | Клімат поселення | Клімат поселення | Клімат поселення | Клімат поселення | Клімат поселення | Клімат поселення | Клімат поселення |
| Показник                                      | Січ.             | Лют.             | Бер.             | Квіт.            | Трав.            | Черв.            | Лип.             | Серп.            | Вер.             | Жовт.            | Лист.            | Груд.            |                  |
| Середній максимум, °C                         | 0,78             | 0,16             | 2,76             | 7,18             | 11,38            | 15,56            | 18,45            | 19,39            | 15,67            | 11,14            | 6,81             | 2,38             |                  |
| Середня температура, °C                       | −3,81            | −4,42            | −1,79            | 2,59             | 6,80             | 10,99            | 15,27            | 16,19            | 12,47            | 7,93             | 3,62             | −0,81            |                  |
| Середній мінімум, °C                          | −8,38            | −8,97            | −6,36            | −1,98            | 2,24             | 6,41             | 12,07            | 12,99            | 9,29             | 4,74             | 0,42             | −4,01            |                  |
| Норма опадів, мм                              | 130              | 107              | 114              | 106              | 93               | 100              | 100              | 90               | 126              | 132              | 121              | 132              |                  |
| Середньомісячна швидкість вітру, м/с          | 8.29             | 7.58             | 7.15             | 6.52             | 5.80             | 5.40             | 5.20             | 5.29             | 5.90             | 6.75             | 7.37             | 8.07             |                  |
| Середньомісячна сонячна радіація, кДж/м²·день | 3996             | 6808             | 10571            | 14044            | 17072            | 19087            | 19151            | 16150            | 12104            | 7231             | 4199             | 3136             |                  |
| --------------------------------------------- | ---------------- | ---------------- | ---------------- | ---------------- | ---------------- | ---------------- | ---------------- | ---------------- | ---------------- | ---------------- | ---------------- | ---------------- | ---------------- |
| Джерело:                                      |                  |                  |                  |                  |                  |                  |                  |                  |                  |                  |                  |                  |                  |